# Rein Hofman
Rein Hofman (Amsterdam, 1980) is een Nederlandse acteur. Rein Hofman is sinds 2005 actief als acteur en speelde onder andere hoofdrollen in de serie Aap en in de film Circus Noël. Ook was hij te zien in de film Michiel de Ruyter, Homies en speelde hij meerdere gastrollen in televisieseries als: Morten, de zaak Menten en Lieve Lisa. Daarnaast heeft hij ook verschillende toneelproducties gedaan.

## Biografie
in 2005 studeerde Rein Hofman af aan de Amsterdamse toneelschool en Kleinkunstacademie te Amsterdam. Sindsdien is hij te zien in zowel theater-, film- als tv-producties.
In theater was hij te zien in o.a. Doe Maar de musical (2007), Ja zuster, nee zuster (2009), When Harry met Sally (2012), Who’s Afraid of Woody Allen (2012), De souffleur (2007), Pumps en Panalties (2016) en de muzikale theatervoorstelling Watkebeurt de musical (Bostheater). Eind 2019 stond hij met zijn solovoorstelling Life's a funny proposition after all in TapasTheater en was hij te zien in de voorstelling Het meisje met de zwavelstokjes.
Komend theater seizoen 2022/2023 is Rein Hofman te zien "Charlie and the Chocolate Factory" 
Hofman speelde in diverse films, waaronder Brief voor de koning (2005), Gebroken Rood (2005), Finnemans (2010), Homies (2010), Wonderbroeders (2014), Michiel de Ruyter (2014) de telefilm Fake, Soof 2 (2016) Oh Baby! (2017), en had de hoofdrol in Circus Noël als Pedro de Circusdirecteur. In 2021was Rein Hofman te zien als Job Kleverlaan in de serie Aap.
Ook speelde Hofman gastrollen in de series Lieve Lisa, Vrijland, Levenslied, Divorce, Familie Kruys, Mees Kees, Goedenavond Dames en Heren, Danny Lowinsky, De Zaak Menten, Morten, Hoogvliegers en Costa!!.

## Filmografie

### Film
- 2008: De brief voor de koning, als Arman
- 2010: Finnemans, als leraar
- 2011: Zieleman, als Mirko
- 2011: De Ark, als Mark
- 2013: Cowboys janken ook, als vriend
- 2014: Levenslang en gelukkig, als varken Frits
- 2015: Homies, als politieagent
- 2015: Michiel de Ruyter, als Van Messem
- 2015: Uitzicht, als reclasseringsambtenaar
- 2015: De Boskampi's, als aannemer
- 2016: Hoe het zo kwam dat de ramenlapper hoogtevrees kreeg, als agent Sjaak
- 2016: Soof 2, als vriend Kasper
- 2017: Bella Donna's, als agent Stein
- 2017: Oh Baby, als zwerver
- 2018 Vechtmeisje, als gymleraar
- 2018: All You Need Is Love, als begrafenisspreker
- 2019: Circus Noël, als Pedro
- 2019: Killer Carnival, als politieagent
- 2019: De kuthoer, als Arjen Tol
- 2020: Kruimeltje en de strijd om de goudmijn, als oudijzerboer
- 2022: Costa!!, als steward
- 2022: Tot zonsondergang, als vader van Harvey
- 2023: Vermist kind, als de vader

### Televisie
- 2009: S1NGLE, als makelaar
- 2009: Kinderen geen bezwaar, als Justin
- 2009: Shouf Shouf!, als trainer
- 2011: VRijland, als postbode
- 2012: Gerede twijfel, als Harm
- 2012-2013: Lieve Liza, als Ruud
- 2013: Levenslied, als taxichauffeur
- 2014: Ramses, als gemeentehuis ambtenaar
- 2014: Divorce, als verkoper
- 2014: Flikken Maastricht, als Habets
- 2015: Goedenavond dames en heren, als weerman
- 2016: De zaak Menten, als Gijs Jongstra
- 2016: Familie Kruys, als bloemenverkoper
- 2017: Ghost Corp, als Oedipus
- 2017: Mees Kees, als agent
- 2017: Centraal Medisch Centrum, als Duco Dols
- 2018: Goede tijden, slechte tijden, als Wouter Kooi
- 2018: Zomer in Zeeland, als Robbie Breuker
- 2018-2019: Knofje, als vader (stemrol)
- 2019: Oogappels, als collega Dina
- 2019: De club van lelijke kinderen: De staatsgreep, als Wessel
- 2019: Sinterklaasjournaal, als brandweerman
- 2019-2020: SpangaS, als fysiotherapeut Thijmen
- 2020: Hoogvliegers, als Overbeek
- 2020: All Stars en Zonen, als scheidsrechter
- 2020: Meisje van plezier, als journalist
- 2021: Maud & Babs, als man van Claire
- 2022: AAP, als Job Kleverlaan
- 2022: Ten minste houdbaar tot, als Bob
- 2022: Sleepers, als Tommy
- 2023: Flikken Maastricht, als Jacques
- 2023: Dertigers, als Frank
- 2023: Eén grote familie, als klant foodtruck
- 2024: PATTY, als Dick
- 2024: Gooische Vrouwen, als wijnbezorger
- 2024: Onopgelost, als Jos

## Theater
- CYRANO (2025)
- Charlie and the Chocolate Factory (2022/2023)
- Scrooge (2020)
- Het meisje met de zwavelstokjes (2019)
- Scrooge (2018)
- Keetje - Parade voorstelling (2017)
- watskeburt?! (2017)
- Pumps en penalties (2016)
- 2 kleine kleutertjes (2015)
- Erbij of niet erbij (2015)
- vijftig tinten de parodie (2014)
- Who's afraid of Woody Allen (2012)
- When Harry met Sally (2012)
- Herrie in Laag 2 (2009)
- Ja Zuster Nee Zuster (2009)
- reno, kor en tinus (2008)
- 169 huis (2008)
- Arsenicum en oude kant (2008)
- De Souffleur (2007)
- Doe Maar! (musical) (2007)
- Pluk redt de dieren (2006)
- Midzomernachtsdroom (2005)
- Pippi Langkous (2005)
- Caesar & Cleopatra (2005)